# Глюк, Кристоф Виллибальд
Кри́стоф Ви́ллибальд фон Глюк (нем. Christoph Willibald Ritter von Gluck, 2 июля 1714, Эрасбах — 15 ноября 1787, Вена) — австрийский композитор, преимущественно оперный, один из крупнейших представителей музыкального классицизма. С именем Глюка связана реформа итальянской оперы-сериа и французской лирической трагедии во второй половине XVIII века, и если сочинения Глюка-композитора не во все времена пользовались популярностью, то идеи Глюка-реформатора определили дальнейшее развитие оперного театра.

## Биография

### Ранние годы
Сведения о ранних годах Кристофа Виллибальда Глюка крайне скудны, и многое из того, что было установлено ранними биографами композитора, оспаривалось более поздними. Дату и место рождения Глюк сам точно не знал; уже в XIX веке за право называться его родиной боролись две баварские деревни: Вайденванг, где он был крещён 4 июля 1714 года, и Эрасбах (ныне район Берхинга), где, как принято считать, он родился, по мнению одних, 2 июля, по расчётам других — в тот же день, когда был крещён; здесь сохранился дом, в котором Глюк провёл первые годы жизни. Известно, что он родился в семье лесника и егеря Александра Иоганна Глюка (1683—1743) и его жены Марии Вальпурги; родители крестили своего первенца в церкви Святого Виллибальда, но именем «Виллибальд» Глюк впоследствии не пользовался — предпочитал называть себя «Кристофом» или «Кристофором».
Сын потомственного лесника с детства был увлечён музыкой и, по-видимому, получил домашнее музыкальное образование, обычное в те времена в Богемии, куда в 1717 году переселилась семья. Предположительно, в течение шести лет Глюк обучался в иезуитской гимназии в Комотау и, поскольку его отец не хотел видеть своего старшего сына музыкантом, ушёл из дома, в 1731 году оказался в Праге и некоторое время учился в Пражском университете, где слушал лекции по логике и математике, зарабатывая на жизнь музицированием. Скрипач и виолончелист, обладавший к тому же неплохими вокальными данными, Глюк пел в хоре собора св. Якуба и играл в оркестре под управлением крупнейшего чешского композитора и музыкального теоретика Богуслава Черногорского, иногда отправлялся в окрестности Праги, где выступал перед крестьянами и ремесленниками.
Глюк обратил на себя внимание князя Филиппа фон Лобковица и в 1735 году был приглашён в его венский дом в качестве камер-музыканта. По-видимому, в доме Лобковица его услышал итальянский аристократ А. Мельци и пригласил в свою частную капеллу, — в 1736 или в 1737 году Глюк оказался в Милане. В Италии, на родине оперы, он получил возможность познакомиться с творчеством крупнейших мастеров этого жанра; композицию при этом изучал у Джованни Саммартини, композитора не столько оперного, сколько симфонического; но именно под его руководством, как пишет С. Рыцарев, Глюк овладел «„скромным“, но уверенным гомофонным письмом», уже вполне утвердившимся в итальянской опере, в то время как в Вене ещё господствовала полифоническая традиция.
В декабре 1741 года в Милане состоялась премьера первой оперы Глюка — оперы-сериа «Артаксеркс» на либретто Пьетро Метастазио. В «Артаксерксе», как и во всех ранних операх Глюка, ещё заметно было подражание Саммартини, тем не менее он имел успех, который повлёк за собой заказы из разных городов Италии, и в следующие четыре года были созданы не менее успешные оперы-сериа «Деметрий», «Пор», «Демофонт», «Гипермнестра» и другие.

### Кочующий маэстро

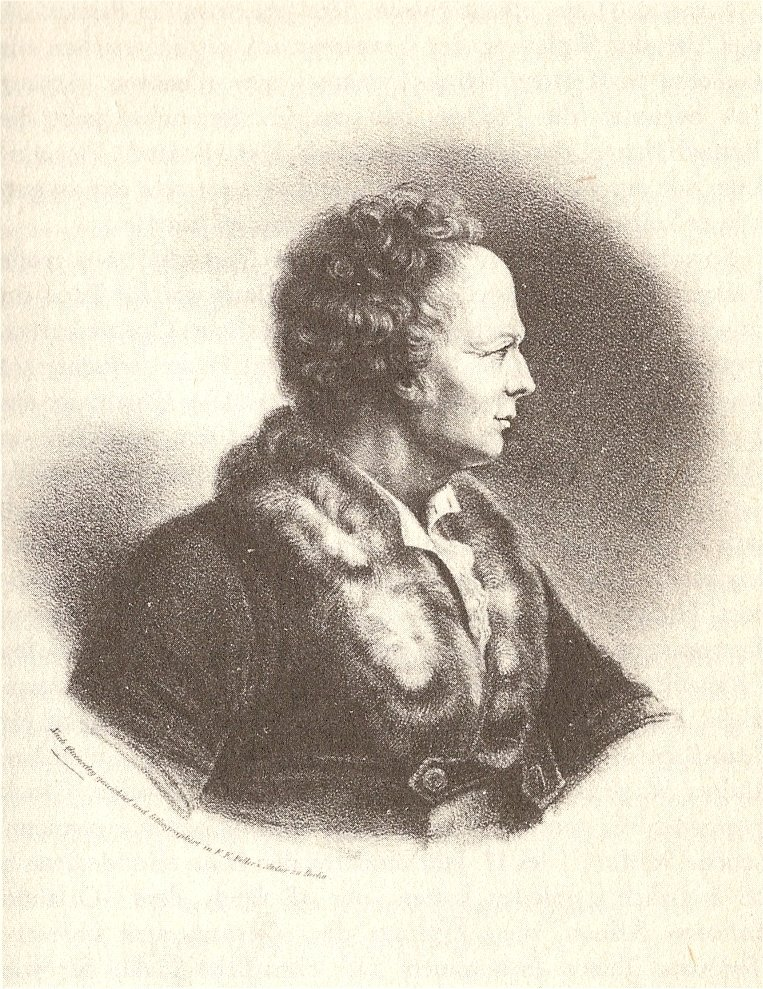
К. В. Глюк. Литография Ф. Э. Феллера

Как пишет Лариса Кириллина, из странствующего подмастерья Глюк постепенно превращался в кочующего маэстро. Его общение с семейством Лобковицей продолжилось, когда князь Георг Христиан занял пост губернатора Миланского герцогства; Глюк посвятил ему оперу «Ипполит», поставленную в январе 1745 года в Милане. К началу 40-х годов он, по словам Л. Кириллиной, «из норовистого и напористого провинциала, выросшего в медвежьем углу и хорошо знакомого с уличными нравами… успел превратиться в обаятельного и энергичного человека, умевшего снискать расположение и титулованных аристократов, и придирчивой итальянской публики, и оперных звёзд». Осенью 1745 года молодой князь Фердинанд Филипп Лобковиц отправился в Англию, и в свите его оказался Глюк.
В Лондоне он был приглашён в качестве штатного композитора в «оперу Миддлсекса», уже в начале января 1746 года состоялась не слишком успешная премьера «Падения гигантов». Но в Англии разгоралась борьба за престол, в которой на свой лад участвовали даже оперные труппы; вкусы театральной публики были таковы, что Г. Ф. Гендель, с которым Глюк познакомился в Лондоне, предпочитал писать оратории. Поставив ещё одну оперу, более успешного «Артамена», композитор весной следующего года покинул английскую столицу. Он вступил в качестве второго дирижёра в итальянскую оперную труппу братьев Минготти, с которой в течение пяти лет гастролировал по Европе.
В 1751 году в Праге Глюк расстался с Минготти ради поста капельмейстера в труппе Джованни Локателли, а в декабре 1752 года поселился в Вене. Став капельмейстером оркестра принца Иосифа Саксен-Гильдбурггаузенского, Глюк руководил его еженедельными концертами — «академиями», в которых исполнял как чужие сочинения, так и собственные. По свидетельствам современников, он был и выдающимся оперным дирижёром и хорошо знал особенности балетного искусства. В 1754 году, по предложению управляющего венскими театрами графа Дж. Дураццо, Глюк был назначен дирижёром и композитором Придворной оперы.

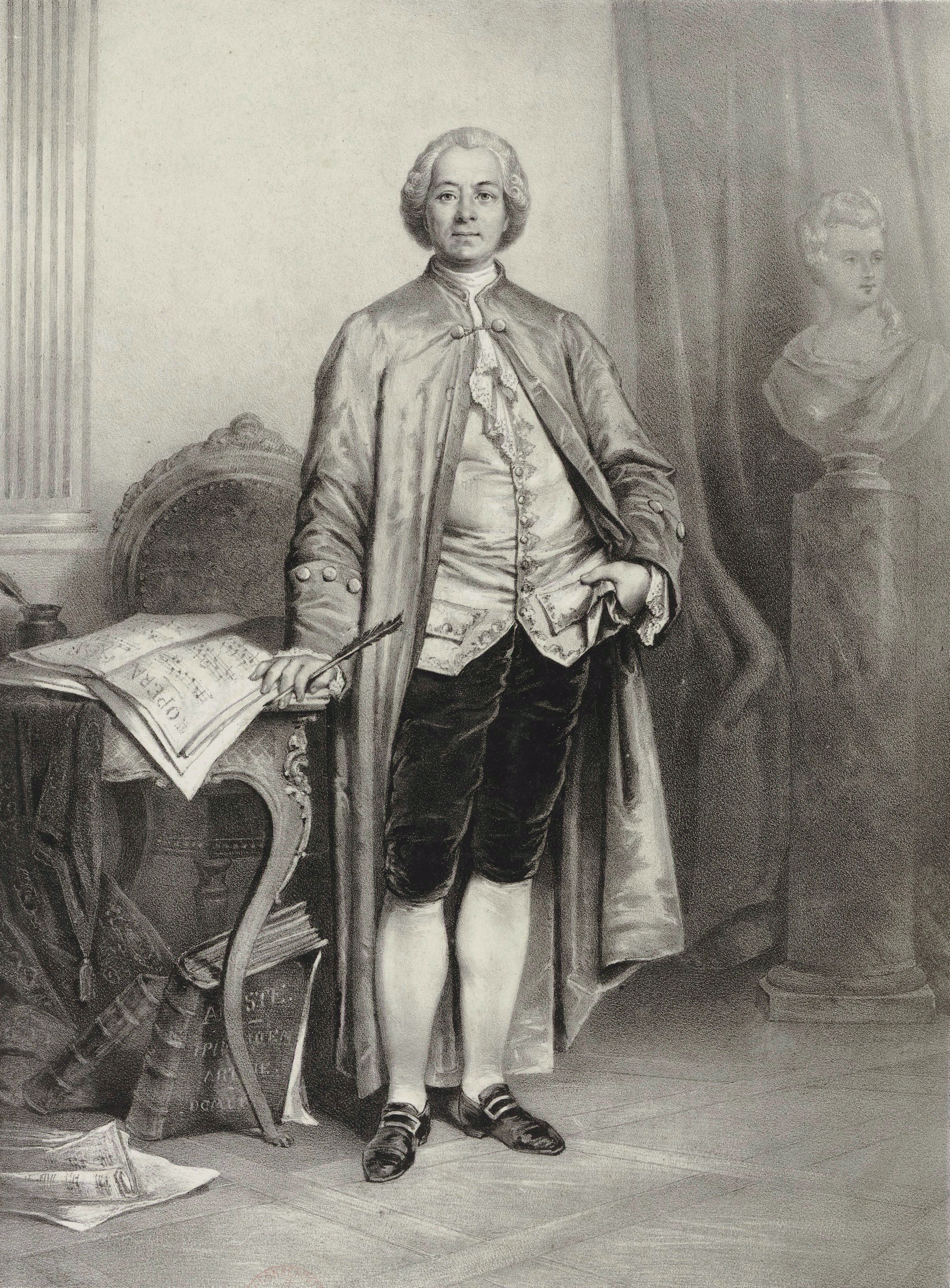
К. В. Глюк. Портрет работы В. Яба

Композитор и в Вене писал оперы на итальянские либретто и в итальянском стиле — никакой иной оперы венская публика себе не представляла. Здесь в 1754—1755 годах на либретто Метастазио были написаны «Китаянки», «Танец» и «Оправданная невинность». В 1755 году Глюк получи заказ на оперу для карнавального сезона в Риме. Близость Ватикана наложила свой отпечаток на театральную жизнь Вечного города: времена, когда оперные театры закрывали и даже сносили, прошли, но женщинам выступать на сцене запрещалось. Композитору пришлось считаться и с особым пристрастием римской публики к искусству кастратов: в сочинённой им опере-сериа «Антигон», посвящённой «благородным дамам», только заглавная партия была написана для тенора, все остальные, и мужские и женские, — для кастратов.
Опера была представлена публике 9 февраля 1756 года и в целом понравилась. Папа Бенедикт XIV (возможно, по ходатайству кардинала Алессандро Альбани, в 40-х годах папского нунция в Вене) удостоил композитора ордена Золотой шпоры и тем самым возвёл его в рыцарское достоинство, с правом писать перед фамилией дворянское «von».

### В поисках музыкальной драмы
В Вене, постепенно разочаровываясь в традиционной итальянской опере-сериа — «опере-арии», в которой красота мелодии и пения приобретали самодовлеющий характер, а композиторы нередко становились заложниками прихотей примадонн, — Глюк обратился к французской комической опере («Остров Мерлина», «Мнимая рабыня», «Исправившийся пьяница», «Одураченный кади» и др.) и даже к балету: созданный в содружестве с хореографом Г. Анджолини балет-пантомима «Дон Жуан» (по пьесе Ж.-Б. Мольера), настоящая хореографическая драма, стал первым воплощением стремления Глюка превратить оперную сцену в драматическую.
В своих исканиях Глюк находил поддержку у главного интенданта оперы графа Дураццо и его соотечественника поэта и драматурга Раньери де Кальцабиджи, написавшего либретто «Дон Жуана». Следующим шагом в направлении музыкальной драмы стала их новая совместная работа — опера «Орфей и Эвридика», в первой редакции поставленная в Вене 5 октября 1762 года. Под пером Кальцабиджи древнегреческий миф превратился в античную драму, в полном соответствии со вкусами того времени; однако ни в Вене, ни в других городах Европы опера не имела успеха у публики.
Необходимость реформирования оперы-сериа, пишет С. Рыцарев, диктовалась объективными признаками её кризиса. При этом приходилось преодолевать «вековую и невероятно сильную традицию оперы-зрелища, музыкального спектакля с прочно устоявшимся разделением функций поэзии и музыки». Кроме того, для оперы-сериа была характерна драматургия статики; обоснованием ей служила «теория аффектов», предполагавшая для каждого эмоционального состояния — печали, радости, гнева и т. д. — использование определённых средств музыкальной выразительности, установленных теоретиками, и не допускавшая индивидуализации переживаний. Превращение стереотипности в ценностный критерий породило в первой половине XVIII века, с одной стороны, безбрежное количество опер, с другой — их очень короткую жизнь на сцене, в среднем от 3 до 5 представлений.

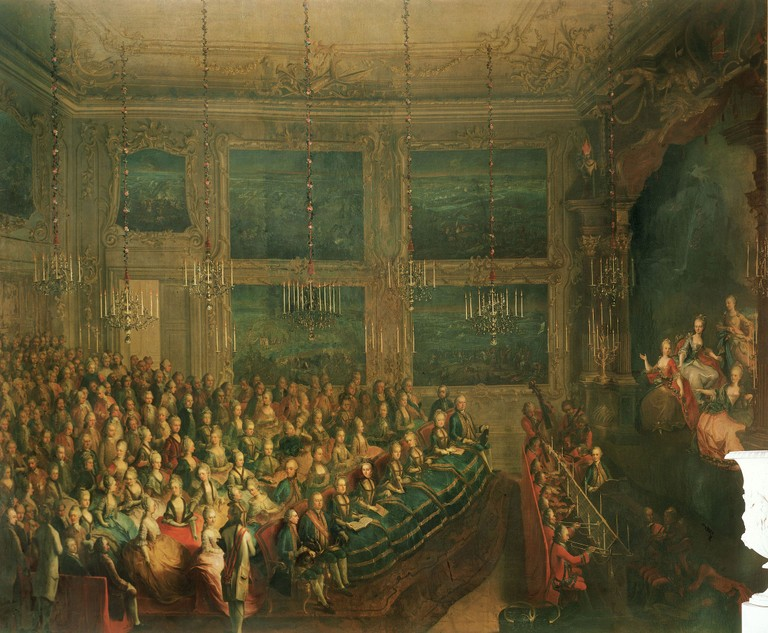
И. Ф. Грайпель. Представление оперы Глюка «Смятение на Парнасе» в 1765 году

Глюк в своих реформаторских операх, пишет С. Рыцарев, «заставил музыку „работать“ на драму не в отдельные моменты спектакля, что часто встречалось в современной ему опере, а на всём его протяжении. Оркестровые средства приобрели действенность, тайный смысл, стали контрапунктировать развитию событий на сцене. Гибкая, динамичная смена речитатива, арии, балетных и хоровых эпизодов сложилась в музыкальную и сюжетную событийность, влекущую за собой непосредственное эмоциональное переживание».
Поиски в этом направлении вели и другие композиторы, стремление к обновлению оперы-сериа можно заметить и у Г. Ф. Генделя, а позже у Т. Траэтты и Н. Йоммелли. Но более успешно поиски новых форм реализовались в жанре комической оперы, итальянской и французской: этот молодой жанр ещё не успел окаменеть, и развивать его здоровые тенденции изнутри было легче, чем в опере-сериа. По заказу двора Глюк продолжал писать оперы в традиционном стиле, в целом отдавая предпочтение комической опере. Новым и более совершенным воплощением его мечты о музыкальной драме стала созданная в содружестве с Кальцабиджи в 1767 году героическая опера «Альцеста», в первой редакции представленная в Вене 26 декабря того же года. Посвящая оперу великому герцогу Тосканскому, будущему императору Леопольду II, Глюк в предисловии к «Альцесте» писал:
Мне казалось, что музыка должна сыграть по отношению к поэтическому произведению ту же роль, какую играют яркость красок и верно распределённые эффекты светотени, оживляющие фигуры, не изменяя их контуров по отношению к рисунку… Я стремился изгнать из музыки все излишества, против которых тщетно протестуют здравый смысл и справедливость. Я полагал, что увертюра должна осветить зрителям действие и служить как бы вступительным обзором содержания: инструментальная часть должна обусловливаться интересом и напряжённостью ситуаций… Вся моя работа должна была свестись к поискам благородной простоты, свободе от показного нагромождения трудностей в ущерб ясности; введение некоторых новых приёмов казалось мне ценным постольку, поскольку оно отвечало ситуации. И, наконец, нет такого правила, которое бы я не нарушил ради достижения большей выразительности. Таковы мои принципы.
Такое принципиальное подчинение музыки поэтическому тексту для того времени было революционным; в стремлении преодолеть номерную структуру, характерную для тогдашней оперы-сериа, Глюк не только объединял эпизоды оперы в большие сцены, пронизанные единым драматическим развитием, он привязал к действию оперы и увертюру, которая в то время обычно представляла собою отдельный концертный номер; ради достижения большей выразительности и драматизма он повысил роль хора и оркестра. Ни «Альцеста», ни третья реформаторская опера на либретто Кальцабиджи — «Парис и Елена» (1770) не нашли поддержки ни у венской, ни у итальянской публики.
В обязанности Глюка как придворного композитора входило и обучение музыке юной эрцгерцогини Марии-Антуанетты; став в апреле 1770 года женой наследника французского престола, Мария-Антуанетта пригласила в Париж и Глюка. Однако на решение композитора перенести свою деятельность в столицу Франции в значительно большей степени повлияли другие обстоятельства.

### Глюк в Париже
В Париже тем временем вокруг оперы шла борьба, ставшая вторым актом отшумевшей ещё в 50-х годах борьбы между приверженцами итальянской оперы («буффонистами») и французской («антибуффонистами»). Это противостояние раскололо даже венценосную семью: французский король Людовик XVI предпочитал итальянскую оперу, в то время как его австрийская супруга Мария-Антуанетта поддерживала национальную французскую. Раскол поразил и знаменитую «Энциклопедию»: её редактор Д’Аламбер был одним из лидеров «итальянской партии», а многие её авторы во главе с Вольтером и Руссо активно поддерживали французскую.

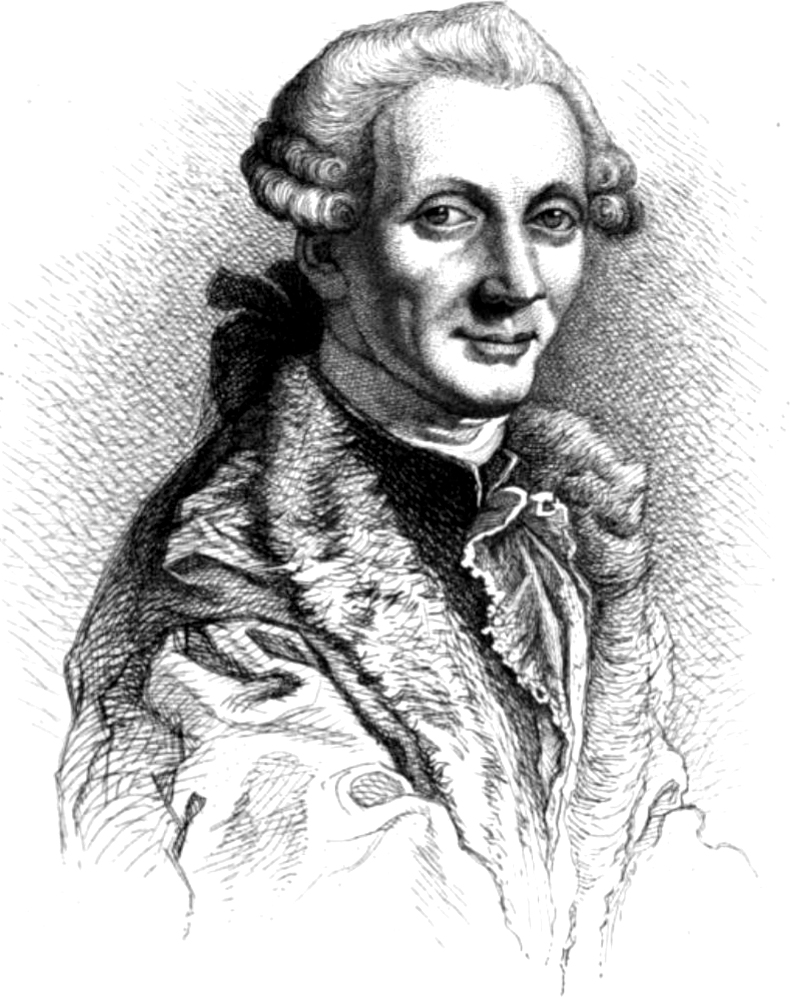
Никколо Пиччинни

Чужестранец Глюк очень скоро стал знаменем «французской партии», и, поскольку итальянскую труппу в Париже в конце 1776 года возглавил знаменитый и популярный в те годы, специально приглашённый противниками Глюка композитор Никколо Пиччинни, третий акт этой музыкально-общественной полемики вошёл в историю как борьба между «глюкистами» и «пиччинистами». В борьбе, развернувшейся как будто бы вокруг стилей, спор в действительности шёл о том, чем должен быть оперный спектакль — всего лишь оперой, роскошным зрелищем с красивой музыкой и красивым вокалом, или чем-то существенно бо́льшим: энциклопедисты ждали нового социального содержания, созвучного предреволюционной эпохе; их полемика с «итальянской партией» была отражением идеологической борьбы. В противостоянии «глюкистов» и «пиччинистами», которое 200 лет спустя уже казалось грандиозным театрализованным представлением, как и в «войне буффонов», в полемику вступили, по словам С. Рыцарева, «мощные культурные слои аристократического и демократического искусства».

#### «Ифигения в Авлиде» и «Орфей»
В начале 70-х годов реформаторские оперы Глюка были неизвестны в Париже; в августе 1772 года атташе французского посольства в Вене Франсуа ле Бланк дю Рулле привлёк к ним внимание публики на страницах парижского журнала «Mercure de France». Пути Глюка и Кальцабиджи разошлись: с переориентацией на Париж главным либреттистом реформатора стал дю Рулле; в содружестве с ним для французской публики была написана опера «Ифигения в Авлиде» (на основе трагедии Ж. Расина). Глюк нашёл в либретто дю Рулле свои любимые темы: самопожертование и, как пишет Л. Кириллина, «встречу лицом к лицу человека и его рока».
«Ифигения в Авлиде» была поставлена в Париже 19 апреля 1774 года. Вольтер и Дидро приветствовали её как долгожданное обновление французской оперы; Дени Дидро ещё в 1757 году писал: «Пусть появится гений, который утвердит подлинную трагедию, подлинную комедию на музыкальной сцене». При этом философ полагал, что новая трагедия должна быть написана на сюжет «Ифигении в Авлиде»; именно эти слова и подсказали дю Рулле выбор сюжета. Поклонники итальянской музыки не приняли оперу; так, Жан-Франсуа Лагарп о музыке «Ифигении» писал: «Он заставил Ахилла и Агамемнона мычать, Клитемнестру — рычать, неутомимый оркестр хрипеть на все лады».

Ария Орфея из оперы «Орфей и Эвридика». Автограф

Ожесточённые споры вызвала и новая, французская редакция «Орфея и Эвридики».
Признание в Париже не осталось незамеченным в Вене: если Мария Антуанетта пожаловала Глюку за «Ифигению» 20 000 ливров и столько же за «Орфея», то Мария Терезия 18 октября 1774 года заочно присвоила Глюку звание «действительного императорского и королевского придворного композитора» с ежегодным жалованием в 2000 гульденов. Поблагодарив за оказанную честь, Глюк после недолгого пребывания в Вене вернулся во Францию, где в начале 1775 года была поставлена новая редакция его комической оперы «Очарованное дерево, или Обманутый опекун» (написанной ещё в 1759 году), а в апреле, в Королевской академии музыки, — новая редакция «Альцесты».

#### Глюк и Пиччинни
Парижский период историки музыки считают самым значительным в творчестве Глюка. Борьба между «глюкистами» и «пиччинистами» обернулась личным соперничеством композиторов, хотя Пиччинни против собственной воли стал орудием направленной против Глюка интриги и при каждой возможности подчёркивал своё уважение к австрийскому коллеге. «…Он был, — пишет Л. Кириллина, — человеком мягким и обходительным; такой же была, в сущности, и его музыка — чрезвычайно приятная, нежная, мелодичная».
Так же мало этого соперничества, и изнурительного, и унизительного для него, желал Глюк; и тем не менее композиторов сталкивали, побуждая писать оперы на один и тот же сюжет. Глюк прекратил работу над «Роландом», узнав, что оперу на то же либретто пишет Пиччинни; но две «Ифигении в Тавриде» в Париже всё-таки появились — не по вине Глюка, написавшего свою «Ифигению» двумя годами раньше Пиччинни.
Борьба шла с переменным успехом; к середине 70-х годов и «французская партия» раскололась на приверженцев традиционной французской оперы (Ж. Б. Люлли и Ж. Ф. Рамо), с одной стороны, и новой французской оперы Глюка — с другой. Теперь уже и Руссо говорил: если перенимать иностранное, так уж лучше итальянское, чем немецкое. Маркиза Деффан в 1774 году, имея в виду «Армиду» Люлли и «Кастора и Поллукса» Рамо, писала Вольтеру: «Когда сравнивают „Ифигению“ и „Эвридику“ с „Армидой“ и „Кастором“, то кровавыми слезами плачешь о потере вкуса… И господин Вольтер сей перемене рукоплещет!».

#### «Армида» и «Ифигения в Тавриде»
Вольно или невольно Глюк сам бросил вызов традиционалистам, использовав для своей героической оперы «Армида» либретто, написанное Ф. Кино (по поэме Т. Тассо «Освобождённый Иерусалим») для одноимённой оперы Люлли. «Армида», премьера которой состоялась в Королевской академии музыки 23 сентября 1777 года, по-видимому, была настолько по-разному воспринята представителями различных «партий», что и 200 лет спустя одни говорили об «огромном успехе», другие — о «неудаче».
И всё-таки Глюку удалось произвести во французской музыке революцию, которую Вольтер назвал «великой». В письме к дю Рулле композитор предсказывал: если «Армида» получит признание, «с вашей старомодной музыкой будет навсегда покончено». Творчество Глюка, вобравшее в себя и традицию французского барокко, поставило, по словам Л. Кириллиной, «жирный крест на этой эпохе, открыв путь „авангардным“ для того времени тенденциям». Маркиза Деффан отмечала как безусловной порок то, что музыка австрийского композитора не является ни французской, ни итальянской (понятие «немецкая опера» в те времена существовало только в обиходе создателей зингшпилей); она действительно была универсальной, и французская музыка под влиянием Глюка, сохранив свою самобытность, избавилась от традиционной обособленности, стала явлением общеевропейским, вбирая в себя и итальянскую кантиленность, и немецкий симфонизм.

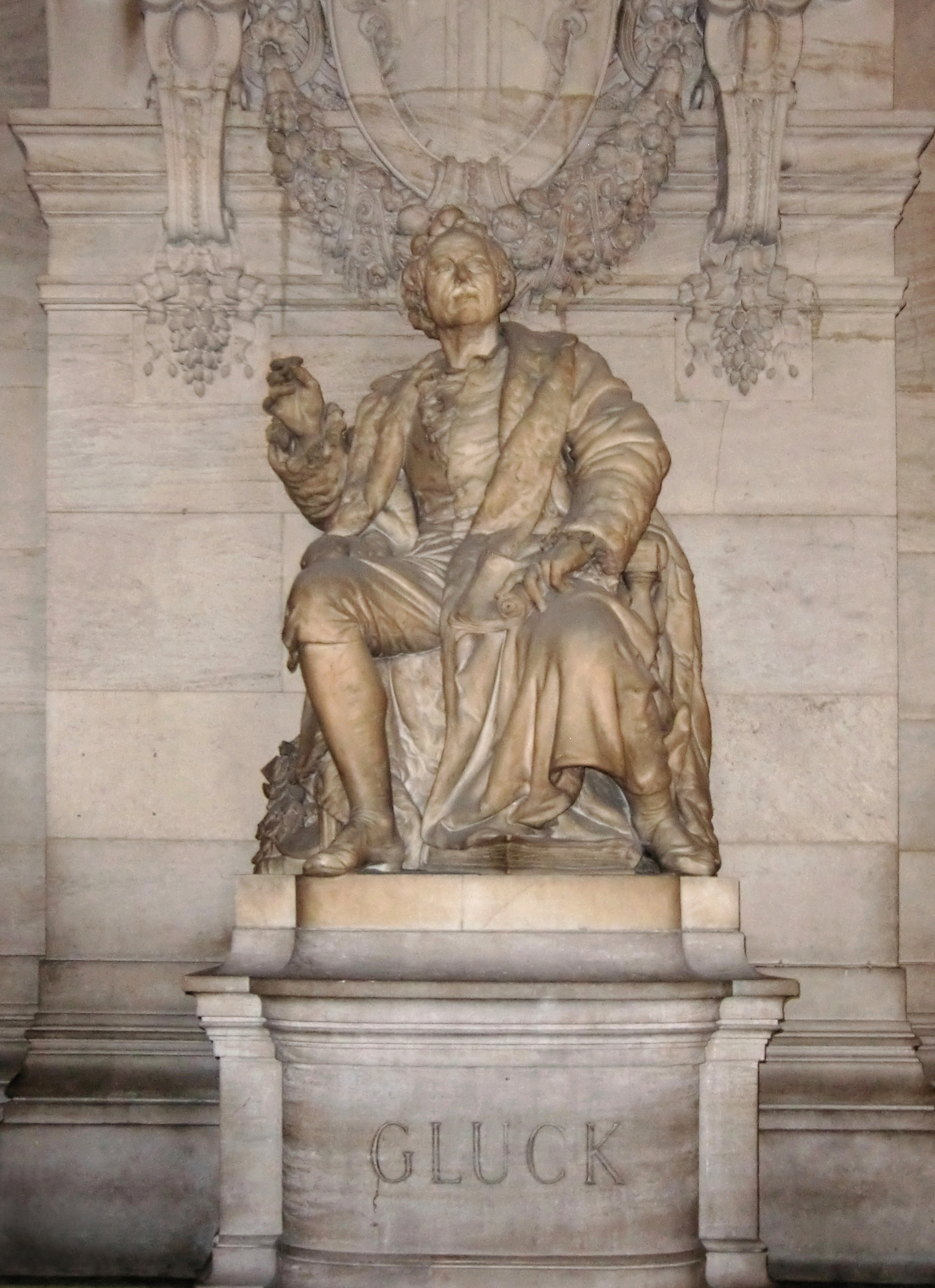
Статуя К. В. Глюка в Гранд-Опера

18 мая 1779 года в Королевской академии музыки была представлена написанная на либретто Н. Гийяра и Ф. дю Рулле опера «Ифигения в Тавриде», которую и поныне многие считают лучшим созданием композитора, хотя сам Глюк своей любимой оперой называл «Армиду». Даже Никколо Пиччинни признал «музыкальную революцию» Глюка. Ещё раньше Ж. А. Гудон изваял беломраморный бюст композитора с надписью на латыни: «Musas praeposuit sirenis» («Он предпочёл сиренам муз»), — в 1778 году этот бюст был установлен в фойе Королевской академии музыки рядом с бюстами Люлли и Рамо.

### Последние годы
Борьба, в которую оказался вовлечён Глюк, требовала предельного напряжения духовных сил; в письмах к дю Рулле композитор
жаловался на своё нервное состояние, на то, что не спит ночами, «сходит с ума».
24 сентября 1779 года в Париже состоялась премьера последней его оперы — «Эхо и Нарцисс»; однако ещё раньше, в июле, композитора поразил инсульт, обернувшийся частичным параличом. Осенью того же года Глюк вернулся в Вену, которую больше не покидал: новый приступ болезни случился в июне 1781 года.
В этот период композитор продолжил начатую ещё в 1773 году работу над одами и песнями для голоса и фортепиано на стихи Ф. Г. Клопштока (нем. Klopstocks Oden und Lieder beim Clavier zu singen in Musik gesetzt), мечтал о создании немецкой национальной оперы на сюжет Клопштока «Битва Арминия», но этим планам не суждено было осуществиться. Предчувствуя скорый уход, приблизительно в 1782 году Глюк написал «De profundis» — небольшое сочинение для четырёхголосного хора и оркестра на текст 129-го псалма, которое 17 ноября 1787 года на похоронах композитора было исполнено его любимым учеником и последователем Антонио Сальери. 14 и 15 ноября Глюк пережил ещё три апоплексических удара; он умер 15 ноября 1787 года и первоначально был похоронен на церковном кладбище пригорода Матцлайнсдорф; в 1890 году его прах перенесли на Центральное кладбище Вены.

## Творческое наследие
Кристоф Виллибальд Глюк был композитором преимущественно оперным, но точное количество принадлежащих ему опер не установлено: с одной стороны, какие-то сочинения не сохранились, с другой — Глюк неоднократно переделывал свои собственные оперы. Например, «Музыкальная энциклопедия» называет цифру 107, при этом перечисляет только 46 опер.
Помимо опер, Глюку принадлежит также ряд сочинений для оркестра — симфоний или увертюр (во времена молодости композитора разграничение между этими жанрами было ещё недостаточно чётким), концерт для флейты с оркестром (G-dur), 6 трио-сонат для 2 скрипок и генерал-баса, написанных ещё в 40-х годах. В содружестве с Г. Анджолини, кроме «Дон Жуана», Глюк создал ещё три балета: «Александр» (1765), а также «Семирамида» (1765) и «Китайский сирота» — оба по трагедиям Вольтера.
В 1930 году Е. Браудо сожалел о том, что «истинные шедевры» Глюка, обе его «Ифигении», теперь уже совершенно исчезли из театрального репертуара. Но в середине XX столетия интерес к творчеству композитора возродился, и вот уже много лет не сходят со сцены и имеют обширную дискографию его оперы «Орфей и Эвридика», «Альцеста», «Ифигения в Авлиде», «Ифигения в Тавриде», ещё большей популярностью пользуются симфонические фрагменты из его опер, которые давно обрели самостоятельную жизнь на концертной эстраде. В 1987 году для изучения и пропаганды творчества композитора в Вене было основано Международное Глюковское общество.
В конце жизни Глюк говорил, что «только иностранец Сальери» перенял от него его манеры, «ибо ни один немец их изучить не хотел»; тем не менее у него нашлось немало последователей в разных странах, из которых каждый по-своему применял его принципы в собственном творчестве: помимо Антонио Сальери, это прежде всего Луиджи Керубини, Гаспаре Спонтини и Л. ван Бетховен, а позже и Гектор Берлиоз, назвавший Глюка «Эсхилом музыки». У ближайших последователей влияние композитора порою заметно и вне оперного творчества, как у Бетховена, Берлиоза и Франца Шуберта.

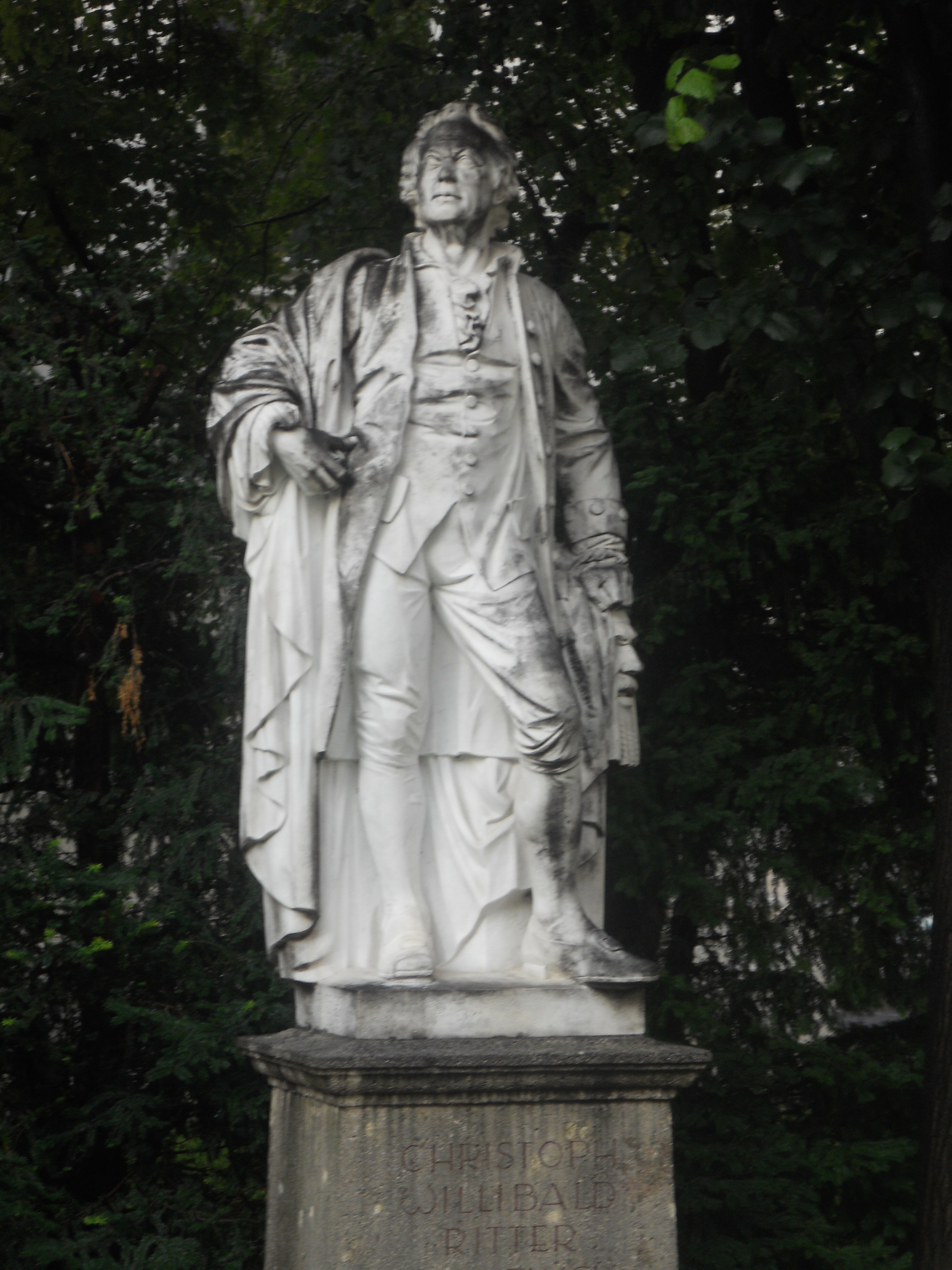
Памятник К. В. Глюку в Вене

Что же касается творческих идей Глюка, то они определили дальнейшее развитие оперного театра; в XIX веке не было крупного оперного композитора, который в большей или меньшей степени не испытал бы в своем творчестве влияния этих идей. К Глюку обращался и другой оперный реформатор — Рихард Вагнер, который полвека спустя столкнулся на оперной сцене с тем же «костюмированным концертом», против которого была направлена реформа Глюка. Идеи композитора оказались не чужды и русской оперной культуре — от Михаила Глинки до Александра Серова.
Говоря о возрождении интереса к оперному наследию Глюка, Лариса Кириллина отмечала, что пока лучше удаются «исторические», аутентичные исполнения его опер в концертах, в рамках возвращения слушателям старинной музыки. Постоянно предпринимаемые ещё с середины прошлого века попытки вернуть Глюка на сцену сталкиваются с проблемой несовпадения мироощущения людей XVIII и XX веков, «редко удаётся подобрать к ним образный и эмоциональный ключ». В отличие, например, от Г. Ф. Генделя и В. А. Моцарта, Глюк сопротивляется осовремениванию — попыткам прочитать его оперы «как текст эпохи авангарда или постмодернизма»; художественный мир его опер, сложившийся в идеальных этико-эстетичнских координатах зрелого классицизма, плохо поддаётся выворачиванию наизнанку.